# Leo Larson
Leonard Larson, detto Leo (fl. XX secolo), è stato un pistard statunitense.
Larson partecipò ai Giochi olimpici di Saint Louis 1904 nella gara del mezzo miglio di ciclismo, dove fu eliminato al primo turno.

## Piazzamenti

### Competizioni mondiali
- Giochi olimpici

St. Louis 1904 - Mezzo miglio: eliminato al primo turno